# Jay Rasulo

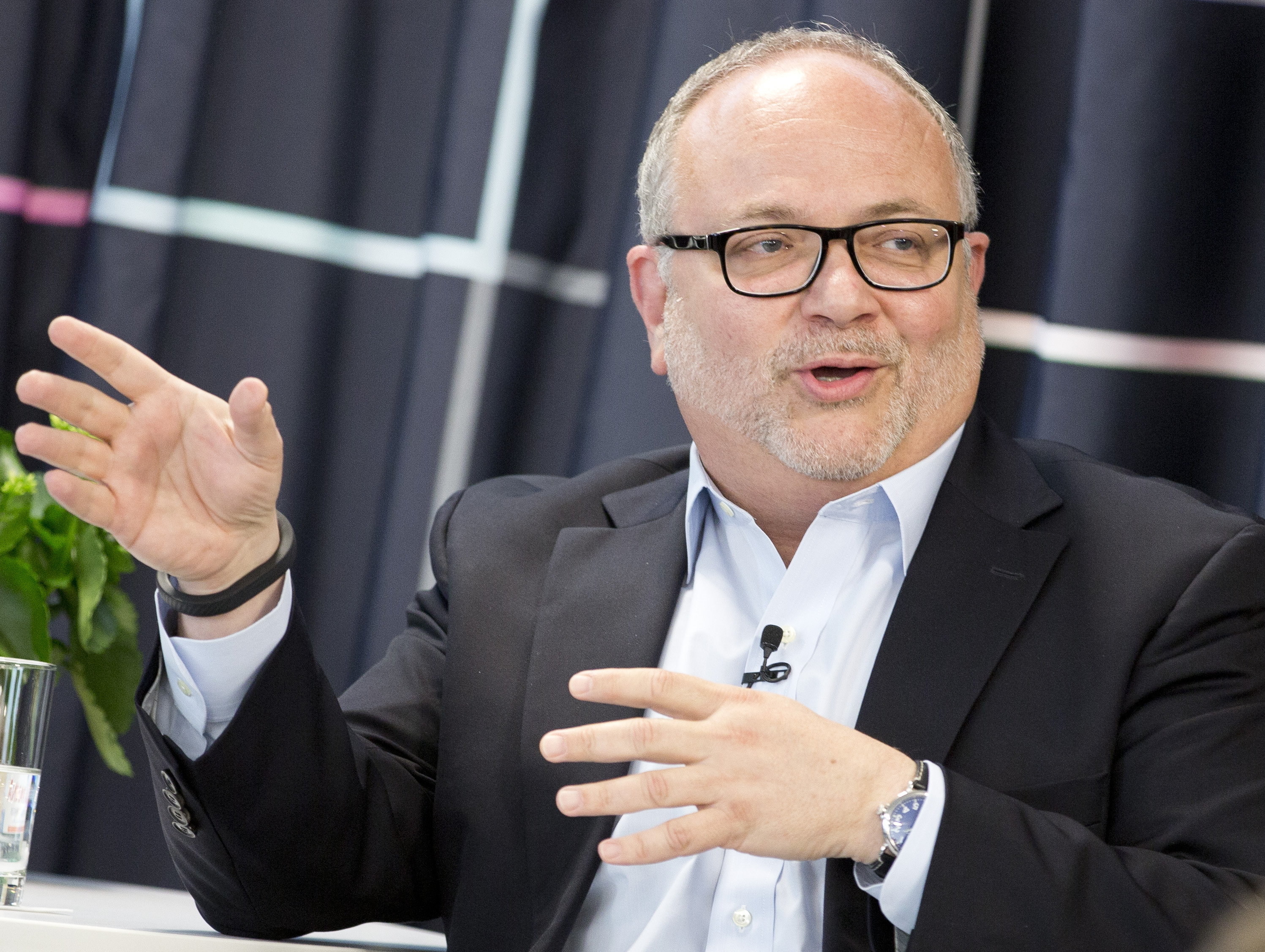
Jay Rasulo in mei 2014.

Jay Rasulo was divisievoorzitter van Walt Disney Parks and Resorts wereldwijd. Daarvoor was hij de president van Euro Disney S.C.A., de houdermaatschappij van het Franse themaresort Disneyland Paris. Hij werkte in totaal bijna dertig jaar voor Disney.
Rasulo woonde in Burbank, Californië en hij werkte vanuit het hoofdkantoor Walt Disney Studios, vanwaar hij het zeggenschap had over alle Disney-themaparken ter wereld. Zijn meerdere was Bob Iger, destijds CEO van The Walt Disney Company.